# Neue Eishockey-Club Basel
Il Neue Eishockey-Club Basel (abbreviato NEHC Basel) è stata una squadra di hockey su ghiaccio svizzera, fondata nel 1935 con sede a Basilea. Nel 1939 è stata sciolta.

## Storia
Nel 1935 viene fondata la società Neue Eishockey-Club Basel dalla separazione con l'Eishockey Club Basel-Rotweiss, nel 1939 le due squadre si fonderanno un'altra volta.

## Cronologia
- 1935-1937: 1º livello